# 秦桓公
秦桓公（？—前577年），嬴姓，《春秋分纪》记载名榮，春秋时期秦国君主。秦共公之子，在位28年，《史记》误作为27年。
秦桓公在位时在麻隧之战中败于诸侯联军。

## 生平

### 继位
前605年，秦共公去世，其子秦桓公继位。

### 辅氏之战
前601年，晋国会同白狄攻打秦国，抓获了秦国间谍，在绛（今山西省翼城县东南）的街市上将其处决，六日后秦国间谍死而复生。
前594年七月，秦桓公派兵攻打晋国，兩軍在輔氏（今陝西省大荔縣）交战。晉將魏顆與秦將杜回交手，突見一老人用草編的繩子套住杜回，杜回站立不穩，摔倒在地，當場被俘，晋军大获全胜。原来魏颗的父亲魏武子魏犨有一小妾没有生孩子，魏犨刚刚生病時，命魏顆說，如果自己死後，將小妾另嫁他人，魏犨病危时又命魏颗将小妾殉葬自己。魏犨死后，魏顆将小妾另嫁他人，並說：“這是從父親頭腦清醒時的嘱咐。”后来魏顆做梦梦见那位老人，老人說：“我就是那位小妾的父親，這樣做是為了報答你救了我的女儿。這就是成语“結草銜環”中結草的典故。
前589年，鲁成公和楚国公子婴齐、蔡景侯、许灵公、秦国右大夫说、宋国华元、陈国公孙宁、卫国孙良夫、郑国公子去疾、齐国大夫、曹国、邾国、薛国和鄫国在蜀地（今山东省泰安市西）结盟。

### 麻隧之战
前582年，秦国会同白狄攻打晋国。
前581年，晋景公病重，派使者到秦国请医生，秦桓公派医缓前往晋国为晋景公治病。
晋景公去世，晋厉公继位后，想与秦国罢兵结盟，为此晋厉公约秦桓公在令狐（今山西省临猗县西）会盟。前580年冬，晋厉公先到达令狐，而秦桓公却不肯渡过黄河，仅派大夫史颗到河东与晋侯结盟，晋厉公于是派大夫郤犨到河西同秦国结盟。秦桓公回国后就背弃令狐之盟，联络楚国和狄人图谋伐晋，诸侯因为秦桓公背信弃义的行为纷纷倒向晋国。
前579年秋，秦国约白狄攻打晋国，晋在交刚击败白狄。次年，晋厉公率军前往周都王城（今河南省洛阳市王城公园附近），与齐、宋、卫、鲁、郑、曹、邾、滕八国国君所率军队会师，筹划攻秦事宜，周简王也派大夫刘康公、成肃公率军助战。同年四月，晋国派遣大夫魏相赴秦，以绝秦书历数秦穆公、秦康公、秦共公三代君主屡次背弃盟约，破坏两国友好，挑起战争的罪状，向秦国宣战。
晋厉公亲帅晋国四军出战，随军将领有中军将栾书，中军佐荀庚；上军将士燮，上军佐郤锜；下军将韩厥，下军佐荀罃；新军将赵旃，新军佐郤至。郤毅为晋厉公驾驭战车，栾针为车右，此外还有诸侯联军助阵。秦桓公见诸侯大军压境，发兵进军至泾河以东与诸侯联军对峙。前578年五月，双方在麻隧（今陕西省泾阳县北）展开激战，秦军大败，秦将成差及不更女父被俘。诸侯方面，曹宣公死于军中。秦军残部败退，晋师及诸侯联军渡过泾河追击到侯丽（今陕西省礼泉县境内）后退兵。

### 去世
前577年，秦桓公去世，葬于义里丘北，其子秦景公继位。

## 文学形象
在长篇历史小说《东周列国志》中，秦桓公于第五十五回《华元登床劫子反 老人结草亢杜回》中登场。在第五十八回《说秦伯魏相迎医 报魏锜养叔献艺》中，魏相再次赴秦，请求秦桓公让太医高缓去救治晋景公的不治之症，在魏相的一番慷慨说辞下，秦桓公同意了魏相的请求。